# Qui plume la lune?
Qui plume la lune? è un film del 1999 diretto da Christine Carrière.
La regista mette parte della sua esperienza personale in una storia familiare segnata dalla morte della mamma di due bambine che, condivideranno amore e divertimento restando però segnate da un lutto che il padre non supererà mai. 

## Trama
Persa la moglie a causa del cancro, Lucien deve crescere le piccole Marie e Suzanne da solo. L'uomo ha un bellissimo rapporto con le figlie ma, di fatto, non riuscirà mai a superare il lutto, cronicizzando una depressione con tendenze suicide, e guadagnandosi una fama di "svitato" che lo isolerà socialmente.
Durante l'adolescenza delle sue figlie, Lucien riesce ad organizzare una breve vacanza al mare. Qui scopre Suzanne flirtare con un ragazzo appena conosciuto e si rende conto di come siano cresciute le sue bambine. Si tratta di una rottura definitiva per un uomo che da quel momento non riesce più a vedere l'innocenza nelle sue figlie e che di conseguenza, considerandole ormai adulte, tende gradualmente a distaccarvisi.
In seguito è però Marie a non reggere più la pressione di questa strana famiglia e lasciare casa. Non vi tornerà più e farà scelte anche molto discutibili fino a scomparire, ma non del tutto.
Suzanne resta invece a lungo col padre, finché, anche su pressione della nonna paterna, non accetta la corte di un uomo. Presto resta incinta, si sposa e anche lei lascia quindi casa.
Ma anche per la assennata Suzanne le cose non andranno benissimo con un matrimonio fallimentare.
Quando Marie torna in zona, si ripresenta alla sua vecchia amica Prudence, un'esperta prostituta, che in sostanza spinge a frequentare il padre che, nel frattempo, ha perso il lavoro e venduto la casa per andare ad abitare in una specie di baracca.
Il padre intuisce che dietro alle profferte di quella donna ci siano le sue figlie, ma sta al gioco, almeno per un po'. Marie e Suzanne si rincontrano dopo anni e rinsaldano il vecchio legame, essendosi ritrovate a fare da "sorveglianti" al padre, attività cominciata già da bambine.
Il padre scappa da Prudence e le figlie temono che voglia suicidarsi. Di fatto si è recato dalla madre che, perso anche lei il suo amore senile, asseconda l'insana pulsione del figlio, col quale ingerisce una gran quantità di sonnifero e si appresta ad attendere la morte.
Giunte Marie, Prudence, Suzanne e il figlioletto Antoine, dopo aver chiamato l'ambulanza, si deve trovare il modo di non far addormentare i due quasi suicidi. Suzanne pensa così di stimolare il padre mostrandogli una finta nevicata, che gli evochi il dolce ricordo di una poesia che recitava sua moglie in queste occasioni, parlando della luna che veniva spiumata.